# Piedipartino
Piedipartino (korsisch Pedipartinu) ist eine Gemeinde auf der französischen Mittelmeerinsel Korsika. Sie gehört zum Département Haute-Corse, zum Arrondissement Corte und zum Kanton Castagniccia.

## Geographie
Der Dorfkern liegt auf 636 Metern über dem Meeresspiegel. Nachbargemeinden sind Pie-d’Orezza im Norden, Piedicroce, Stazzona, Rapaggio und Valle-d’Orezza im Nordosten, Carcheto-Brustico und Carpineto im Osten, Piobetta und Pietricaggio im Südosten, Carticasi im Südwesten sowie Cambia und San-Lorenzo im Nordwesten.

## Bevölkerungsentwicklung
| Jahr      | 1962 | 1968 | 1975 | 1982 | 1990 | 1999 | 2008 | 2012 |
| --------- | ---- | ---- | ---- | ---- | ---- | ---- | ---- | ---- |
| Einwohner | 52   | 36   | 27   | 9    | 12   | 19   | 16   | 17   |